# ONE Friday Fights 13
ONE Friday Fights 13: Batman vs. Paidang (también conocido como ONE Lumpinee 13) fue un evento de deportes de combate producido por ONE Championship llevado a cabo el 21 de abril de 2023, en el Lumpinee Boxing Stadium en Bangkok, Tailandia.

## Historia
El evento fue encabezado por una pelea de muay thai de peso mosca entre Batman Or Atchariya y Paidang Kiatsongrit.

## Bonificaciones
Los siguientes peleadores recibieron bonos de ฿350.000.
- Actuación de la Noche: Thongpoon P.K.Saenchai, Natalia Diachkova, Aliff Sor Dechapan, Rambolek Chor.Ajalaboon y Nico Carrillo